# Nissa la bella

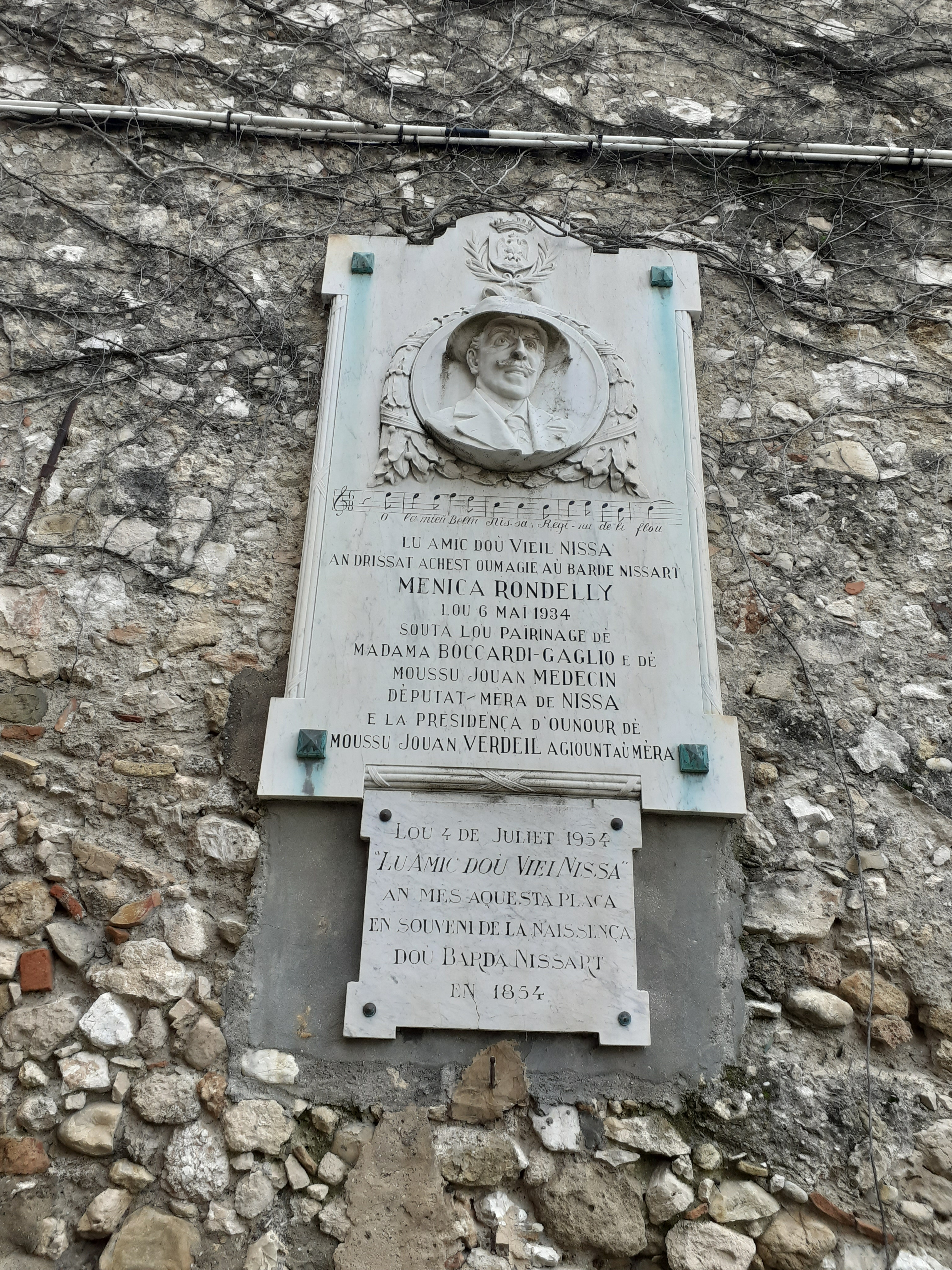
Monument en nissart dédié à Menica Rondelly, auteur de l'hymne

Nissa la bella, Nice la belle en français, Nizza la bella en italien, est l'hymne en nissart de la ville de Nice et du Pays niçois. Il a d'abord été écrit le 14 juillet 1903 sous le titre A la mieu bella Nissa (À ma belle Nice) par le poète niçois Menica Rondelly, qui le reprend plusieurs fois et le rebaptise le 21 janvier 1906 Nissa la bella. L'hymne est popularisé par le club de football l'OGC Nice.

## Paroles
| Paroles (graphie d'origine) | Version occitane | Traduction en français |
| --- | --- | --- |
| Viva, viva, Nissa la Bella 1er coublet O la miéu bella Nissa Regina de li flou Li tiéu vielhi taulissa Iéu canterai toujou. Canterai li mountagna Lu tiéu tant ric decor Li tiéu verdi campagna Lou tiéu gran soulèu d'or Refrin Toujou iéu canterai Souta li tiéu tounella La tiéu mar d’azur Lou tiéu cièl pur E toujou griderai en la miéu ritournella Viva, viva, Nissa la Bella 2e coublet Canti la capelina La rosa e lou lilà Lou Pouòrt e la Marina Paioun, Mascouinà ! Canti la soufieta Doun naisson li cansoun Lou fus, la coulougneta, La miéu bella Nanoun. 3e coublet Canti li nouòstri gloria L’antic e bèu calèn Dòu doungioun li vitoria L’oudou dòu tiéu printemp ! Canti lou vielh Sincaire Lou tiéu blanc drapèu Pi lou brès de ma maire Dòu mounde lou plus bèu | Viva, viva, Niça la Bèla 1er coblet Ò la mieu bèla Niça Regina de li flors Li tieus vielhi teulissas Ieu canterai totjorn. Canterai li montanhas Lu tieus tant rics decòrs Li tieus verdi campanhas Lo tieu gran soleu d'òr Refrin Totjorn ieu canterai Sota li tieus tonèlas La tieu mar d’azur Lo tieu cièl pur E totjorn griderai En la mieu ritornèla Viva, viva, Niça la Bèla 2e coblet Canti la capelina La ròsa e lo lillà Lo Pòrt e la Marina Palhon, Mascoinà ! Canti la sofieta Dont naisson li cançons Lo fus, la colonheta, La mieu bèla Nanon. 3e coblet Canti li nòstri glòrias L’antic e bèu calen Dau donjon li victòrias L’odor dau tieu primtemps! Canti lo vielh Sincaire Lo tieu blanc drapèu Pi lo brèç de ma maire Dau monde, lo plus bèu | Vive, vive Nice la Belle 1er couplet Ô ma belle Nice, Reine des fleurs, Tes vieilles toitures Je chanterai toujours. Je chanterai les montagnes, Tes si riches décors, Tes vertes campagnes, Ton grand soleil d’or. Refrain Toujours je chanterai Sous tes tonnelles Ta mer d’azur, Ton ciel pur, Et toujours je crierai Dans ma ritournelle Vive, vive Nice la Belle ! 2e couplet Je chante la capeline, La rose, le lilas, Le Port et la Marine, Le Paillon, la rue Mascoïnat ! Je chante la mansarde Où naissent les chansons, Le fuseau, la quenouille, Ma belle Nanon. 3e couplet Je chante nos gloires, L’antique et belle lampe à huile, Les victoires du donjon, L'odeur de ton printemps ! Je chante le vieux Sincaire, Ton blanc drapeau, Puis le berceau de ma mère, Du monde le plus beau. |